# Popsa
Popsa (russisk: Попса) er en russisk spillefilm fra 2005 af Jelena Nikolajeva.

## Medvirkende
- Jelena Velikanova som Slavka
- Tatjana Vasiljeva som Larisa Ivanovna
- Dmitrij Pevtsov som Dmitrij Gromov
- Vsevolod Sjilovskij som Jefim Ilitj Rakitin
- Lolita Miljavskaja som Irina Pepeljaeva